# Calyptogena
Calyptogena is een geslacht van tweekleppigen uit de familie Vesicomyidae.

## Soorten
De volgende soorten zijn bij het geslacht ingedeeld:
- Calyptogena costaricana (Krylova & Sahling, 2006)
- Calyptogena diagonalis (Barry & Kochevar, 1999)
- Calyptogena extenta (Krylova & Moskalev, 1996)
- Calyptogena fausta (Okutani, Fujikura & Hashimoto, 1993)
- Calyptogena fortunata (Okutani, Kojima, Kawato, Seo & Fujikura, 2011)
- Calyptogena gallardoi (Sellanes & Krylova, 2005)
- Calyptogena goffrediae (Krylova & Sahling, 2006)
- Calyptogena magnifica (Boss & R. D. Turner, 1980)
- Calyptogena makranensis (Krylova & Sahling, 2006)
- Calyptogena marissinica (C. Chen, Okutani, Q. Liang & J.-W. Qiu, 2018)
- Calyptogena pacifica (Dall, 1891)
- Calyptogena packardana (Barry, Kochevar, Baxter & Harrold, 1997)
- Calyptogena rectimargo (Scarlato, 1981)
- Calyptogena solidissima (Okutani, Hashimoto & Fujikura, 1992)
- Calyptogena starobogatovi (Krylova & Sahling, 2006)
- Calyptogena tuerkayi (Krylova & R. Janssen, 2006)
- Calyptogena valdiviae (Jaeckel & Thiele, 1931)